# Польмонари, Орландо
Орландо Польмонари (итал. Orlando Polmonari, 10 марта 1924, Феррара, Италия — 27 августа 2014, там же) — итальянский гимнаст, бронзовый призёр летних Олимпийских игр в Риме (1960) .

## Спортивная карьера
Начал заниматься спортивной гимнастикой в 1938 г., но вскоре был вынужден прекратить занятия спортом из-за начала Второй мировой войны. После того как дал пощечину немецкому офицеру был депортирован в Германию и заключен в тюрьму на шесть лет. После освобождения возобновил гимнастическую карьеру. По финансовым причинам не смог выступить на летних Играх в Лондоне (1948), через четыре года в Хельсинки (1952) стал 10-м в командных соревнованиях.
В составе национальной сборной завоевал серебряную (1951), а затем — золотую (1955) медали на Средиземноморских играх в команде. В 1955 г. также был четвёртым в индивидуальном зачете в упражнениях на коне. В 1956 г. становился чемпионом Италии.
На летних Олимпийских играх в Риме (1960) стал серебряным призёром в командном первенстве.
По завершении спортивной карьеры работал в сфере культуры, обучая живописи.